# 57 هـ
57 هـ هي سنة في التقويم الهجري امتدت مقابلةً في التقويم الميلادي بين سنتي 676 و677.

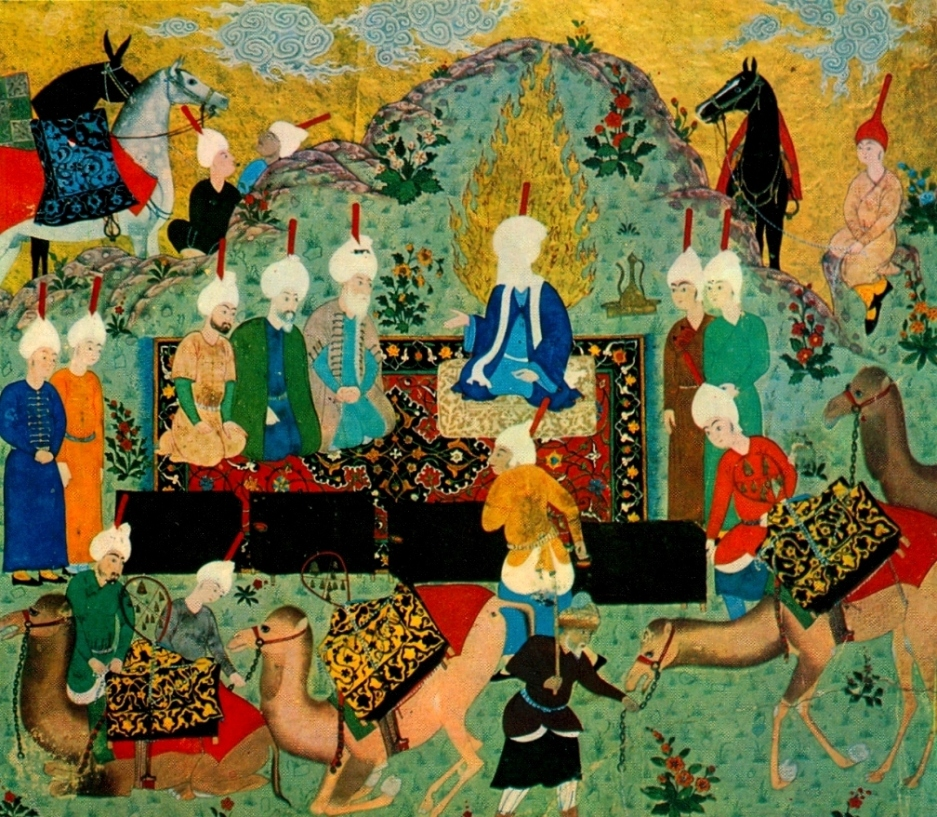
محمد الباقر

## مواليد
- محمد الباقر

## وفيات
- أبو هريرة
- 17 رمضان - عائشة بنت أبي بكر